# Забелин, Феодор Фёдорович
Забе́лин Фео́дор Фёдорович (16 (28) января 1868 года, Новгород — 5 июня 1949 года, Гатчина, Ленинградской области) — протоиерей Русской православной церкви.

## Биография
Родился в семье псаломщика (впоследствии — протоиерея). В 1888 году окончил Новгородскую духовную семинарию.
20 октября (1 ноября) 1890 года Фёдор Забелин был назначен надзирателем в Новгородскую духовную семинарию. С 7 (19) февраля 1892 года — псаломщик церкви Михаила Архангела Елисаветградского кавалерийского юнкерского училища, а с 6 (18) февраля 1895 года — Сергиевского всей артиллерии собора в Санкт-Петербурге. 10 (22) октября 1900 года был рукоположён во диаконы. Состоял вне штата.
28 ноября (11 декабря) 1904 года епископом Гдовским Кириллом (Смирновым) был рукоположён во священники и назначен к Покровской церкви 24-й артиллерийской бригады в Луге. С началом Первой мировой войны вместе с бригадой находился на фронте. Исполнял пастырские обязанности под обстрелом на подступах к Варшаве, у селения Надаржин; 24 апреля 1915 года награждён золотым наперсным крестом на Георгиевской ленте из Кабинета ЕИВ .
В 1915—1916 годах состоял благочинным стрелковой дивизии.  Протоиерей (1916). В октябре 1916 года во время похода на Западном фронте в Гусятинском направлении, близ селения Божиков, был ранен в грудь осколком снаряда, однако остался исполнять пастырские обязанности.
В сентябре 1917 года вернулся с фронта и служил в Покровской церкви Луги. С 10 декабря 1924 года — настоятель Кузьминской Благовещенской церкви. 6 октября 1931 года он был назначен вторым священником Екатерининского собора Детского Села. С 2 октября 1935 года настоятель собора. В 1935—1936 годах — благочинный 1-го Детскосельского округа. В связи с закрытием собора с 12 марта 1938 года стал настоятелем Знаменской церкви в Пушкине. Во время оккупации жил в храме, поскольку его дом на Песочной улице сгорел.
Целый ряд бедняков, по свидетельству современников, состоял у него на постоянной пенсии. Каждую бездомную кошку или собаку он, бывало, подберет и выкормит. О его благотворительной деятельности он запрещал кому-либо рассказывать. По виду он был скромный и незаметный старец, обладавший, тем не менее, большой силой духа. Во время боев, в самые страшные бомбардировки, он также спокойно, как и в обычное время, ежедневно служил в Знаменской церкви литургии.
12 августа 1942 года был вывезен в Красногвардейск, где получил разрешение служить в нижнем храме Павловского собора. 25 августа 1942 года стал настоятелем собора и благочинным Гатчинского округа.
Скончался 5 июня 1949 года, отпевание совершил епископ Лужский Симеон (Бычков), погребён на городском кладбище рядом с могилами протоиереев Николая Судакова и Владимира Образцова.

## Церковные, богослужебные награды
- 1912 год — камилавка;
- сентябрь 1915 года — золотой наперсный крест на Георгиевской ленте;
- 8 (21) июля 1916 года — возведён в сан протоиерея;
- 1926 год — крест с украшениями;
- 1930 год — митра